# Трећа влада Николе Пашића
Трећа влада Николе Пашића је била влада Краљевине Србије од 10. децембра 1904. до 9. маја 1905.

## Чланови владе
| Функција                                                  | Слика | Име и презиме        | Детаљи |
| --------------------------------------------------------- | ----- | -------------------- | ------ |
| Председник Министарског савета и министар иностраних дела |       | Никола Пашић         |        |
| Министар унутрашњих дела                                  |       | Стојан М. Протић     |        |
| Министар правде                                           |       | Михаило П. Јовановић |        |
| Министар финансија                                        |       | Лазар Пачу           |        |
| Министар просвете и црквених дела                         |       | Андра Николић        |        |
| Министар војни                                            |       | Радомир Путник       |        |
| Министар грађевина                                        |       | Петар Велимировић    |        |
| Министар народне привреде                                 |       | Светолик Радовановић |        |